# Diolcogaster punctata
Diolcogaster punctata är en stekelart som först beskrevs av Rao och Chalikwar 1976.  Diolcogaster punctata ingår i släktet Diolcogaster och familjen bracksteklar. Inga underarter finns listade i Catalogue of Life.